# Кастијон Дебат
Кастијон Дебат (фр. Castillon-Debats) насеље је и општина у јужној Француској у региону Миди Пирене, у департману Жерс која припада префектури Ош.
По подацима из 2011. године у општини је живело 328 становника, а густина насељености је износила 9,36 становника/km². Општина се простире на површини од 35,05 km². Налази се на средњој надморској висини од 223 метара (максималној 227 m, а минималној 117 m).

## Демографија
| 1962. | 1968. | 1975. | 1982. | 1990. | 1999. | 2011. |
| ----- | ----- | ----- | ----- | ----- | ----- | ----- |
| 373   | 432   | 371   | 377   | 348   | 301   | 328   |

График промене броја становника у току последњих година